# Думбия, Секу
Секу Думбия (род. 13 июня 1994, Адзопе) — ивуарийский футболист, полузащитник израильского клуба «Маккаби» Герцлия.

## Карьера
Начинал свою европейскую карьеру в молдавском клубе «Саксан». Дебютировал в матче 10 тура против «Дачии» (0:0). По итогам сезона 2014/15 «Саксан» занял 5 место и попал в первый квалификационный раунд Лиги Европы. В первом квалификационном раунде в первом матче против кипрского «Аполлона» Лимасол (0:2) Думбия вышел на 90 минуте на замену.
9 июля 2015 года Думбия перешёл в «Заря» Бельцы на правах аренды. Дебютировал в матче 6 тура против «Академии УТМ» (0:1), вышел на замену на 26 минуте. За сезон провёл 10 матчей.
5 августа 2016 года «Саксан» продал футболиста в белорусский «Слуцк» за 75 тыс. евро. До конца чемпионата Секу провёл 4 матча. В сезоне 2017 года сыграл 22 матча во всех турнирах и получил 1 жёлтую и 1 красную карточку; клуб занял 7 место в чемпионате. В 2018 году провёл 30 матчей, забил 1 гол и сделал 3 голевые передачи.
24 января 2019 года перешёл в клуб российской ФНЛ «Тамбов» как свободный агент. Дебютировал в матче против «Мордовии» (3:1).

## Достижения
«Тамбов»
- Победитель первенства ФНЛ: 2018/19